# Pontocyprella
Pontocyprella is een geslacht van uitgestorven kreeftachtigen uit de klasse van de Ostracoda (mosselkreeftjes).

## Soorten
- Pontocyprella agadirensis Andreu & Witam, 1994 †
- Pontocyprella alexanderi Howe & Laurencich, 1958 †
- Pontocyprella aureola Luebimova, 1955 †
- Pontocyprella cavata Donze, 1967 †
- Pontocyprella dorsoconvexa Bate, 1972 †
- Pontocyprella elongata Kubiatowicz, 1983 †
- Pontocyprella fabaeformis (Drexler, 1958) Donze, 1967 †
- Pontocyprella fabaeformis (Drexler, 1958) Harloff, 1993 †
- Pontocyprella goodlandensis (Alexander, 1929) Moysey & Maddocks, 1982 †
- Pontocyprella hindei Weaver, 1982 †
- Pontocyprella hodnaensis Donze, 1977 †
- Pontocyprella inflexa Gruendel, 1974 †
- Pontocyprella instabilis Luebimova & Sanchez, 1974 †
- Pontocyprella izjumica Luebimova, 1956 †
- Pontocyprella maghrebensis Majoran, 1989 †
- Pontocyprella mandelstami Kaye, 1965 †
- Pontocyprella maynci Oertli, 1958 †
- Pontocyprella mohani Jain, 1976 †
- Pontocyprella namitamboensis Bate & Bayliss, 1969 †
- Pontocyprella navensis Swain, 1978 †
- Pontocyprella nibelaensis Dingle, 1981 †
- Pontocyprella nova Neale, 1966 †
- Pontocyprella obscura Luebimova & Sanchez, 1974 †
- Pontocyprella parallela (Alexander, 1929) Howe & Laurencich, 1958 †
- Pontocyprella pertuisi Donze, 1964 †
- Pontocyprella rara Kaye, 1965 †
- Pontocyprella recurva Esker, 1968 †
- Pontocyprella robusta Weaver, 1982 †
- Pontocyprella roundyi (Alexander, 1932) Howe & Laurencich, 1958 †
- Pontocyprella sewia Gruendel, 1966 †
- Pontocyprella suadensis Makhkamov, 1984 †
- Pontocyprella subaureola Sheppard, 1990 †
- Pontocyprella superba Neale, 1962 †
- Pontocyprella suprajurassica Oertli, 1959 †
- Pontocyprella tampaensis Swain, Xie & Hillebrandt, 1991 †
- Pontocyprella vaga Luebimova & Sanchez, 1974 †
- Pontocyprella vescusa Luebimova, 1956 †